# 1954 Kukarkin
1954 Kukarkin је астероид главног астероидног појаса са средњом удаљеношћу од Сунца која износи 2,941 астрономских јединица (АЈ).
Апсолутна магнитуда астероида је 11,3.